# Chynna Clugston Flores
Chynna Clugston Flores (Fresno, 19 agosto 1975) è una fumettista statunitense.
È conosciuta principalmente per la sua serie Blue Monday, una teen comedy ispirata allo stile grafico dei manga. Residente a Coarsegold, dal 1994 lavora per importanti case editrici americane, quali Oni Press, Dark Horse Presents, Double Feature, Action Girl Comics e DC Comics, lavorando come editor, disegnatrice, scrittrice, inchiostratrice, colorista, letterista ed artista di copertina.   

## Premi e riconoscimenti
Clugston Flores è stata nominata a tre Eisner Awards per la Migliore serie limitata o saga per Blue Monday (2001), per la sua partecipazione in Hopeless Savages (2002) e per la categoria Miglior scrittore/disegnatore umoristico (2002). Ha ricevuto anche una nomination ciascuno per i premi Russ Manning (2000), Harvey Award e Lulu of the Year Award by Friends of Lulu (2001).

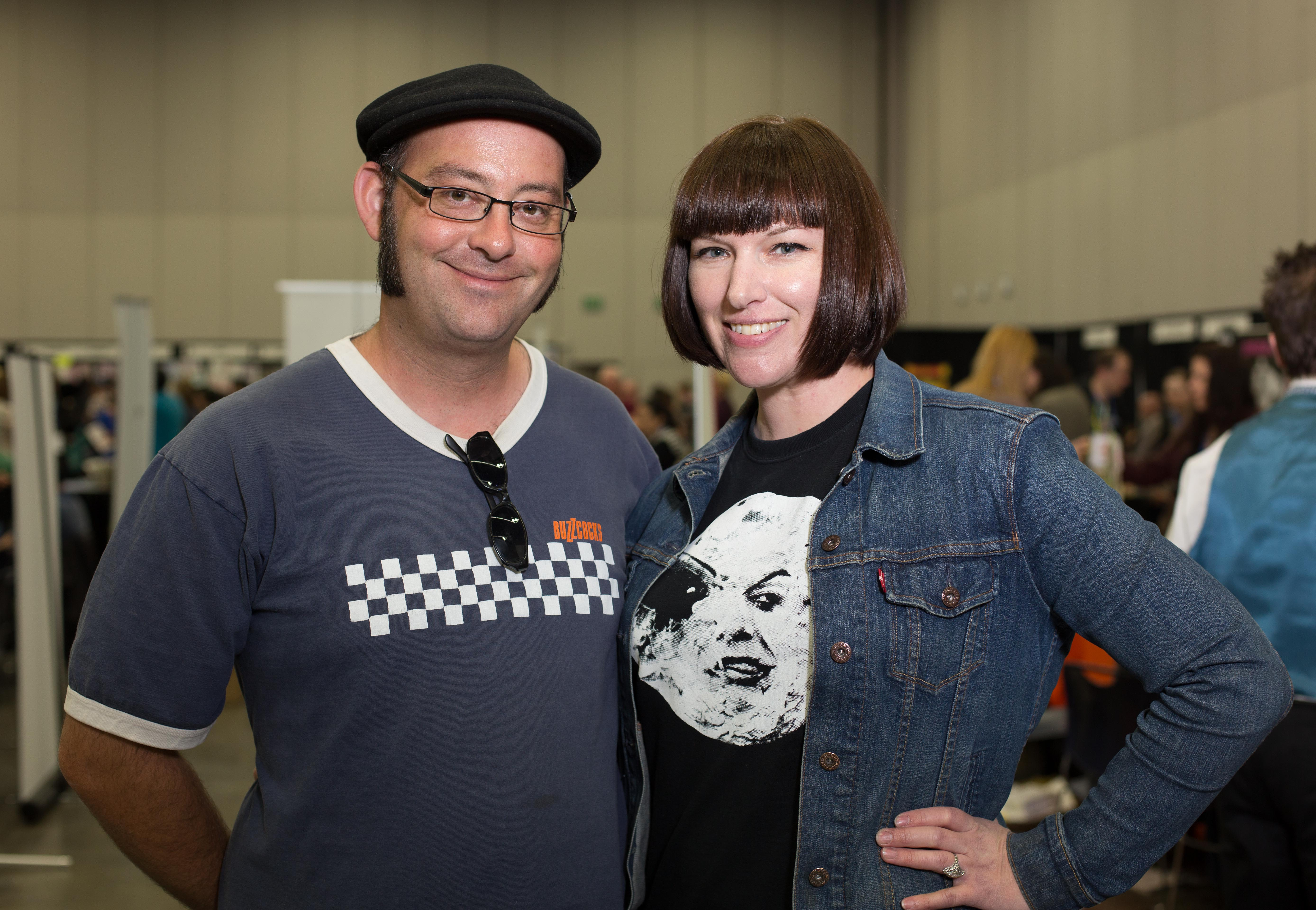
Jon Flores e Chynna Clugston Flores al Stumptown Comics Fest del 2013.

## Vita privata
Clugston Flores ha incominciato la sua carriera utilizzando lo pseudonimo "Chynna Clugston-Major", prima di divorziare dal colorista ed editor della maggior parte dei suoi fumetti Guy Major. Dopo il secondo matrimonio con Jon Flores, si firma con il suo nome da sposata, Chynna Clugston Flores. Interessata alle culture giapponese, irlandese e inglese, al fashion mod, al britpop e al cinema, attualmente vive a San Diego, California.

## Opere selezionate
Oltre a Blue Monday, altri fumetti noti di Clugston Flores sono:
- Bloodletting — Fantaco/Tundra (1995–1996)
- Hopeless Savages — Clugston Flores ha illustrato le scene flashback. Oni Press (2001), ISBN 1-929998-24-4.
- Scooter Girl — miniserie su due mod che abitano in California. Oni Press (2003), ISBN 1-929998-88-0.
- Ultimate Marvel Team-Up #11 — una storia su Peter Parker che vede un numero di Ultimate X-Men in un centro commerciale.
- "Anew" - Image Comics (2005), ISBN 1-58240-439-9.
- Queen Bee - graphix /Scholastic Press (2005), ISBN 0-439-70987-3.
- Strangetown - Oni Press (2006)
- Legion Of Super-Heroes In The 31st Century — Johnny DC (2007)